# قانون زراعي للطفل
القانون الزراعي للطفل هو قانون برلماني أقره برلمان المملكة المتحدة في عام 1873، حيث يمنع هذا القانون توظيف الأطفال دون سن الثامنة في الأعمال الزراعية  وقد وُضع هذا القانون أيضًا من أجل تعليم الأطفال العاملين في المزارع. وقد نص القانون في جزء منه أنه لا يمكن توظيف الأطفال في الأعمال الزراعية دون تأكيد الأبوين على أنهم قد ذهبوا بالطفل إلى المدرسة عدد معين من المرات في وقت سابق بفترة اثني عشر شهرًا، على وجه التحديد 250 مرة للطفل البالغ من العمر ثمانية إلى عشرة أعوام، و150 مرة للأطفال الأكبر من سن عشر سنوات. وفي النهاية لم يكن القانون فعالاً  واستُبدلت أحكامه بقوانين التعليم التي صدرت في عامي 1876 و1880.

## وصلات خارجية
- A copy of the Act at the أرشيف الإنترنت